# مبرجة
المبرجة أو البراج أو لبراج هي أكلة جزائرية تقليدية تنتشر في الشرق الجزائري خاصة بولاية سطيف وقسنطينة، برج بوعريرج، المسيلة، باتنة، ميلة، أم البواقي، خنشلة، قالمة، سوق أهراس، عنابة , جيجل وتعد من بين الأكلات الشعبية التقليدية الموسمية حيث تعد خصيصا في فصل الربيع إلى جانب أكلة الرفيس، ويعد أبرز مكونين رئيسيين لتحضيرها هو الدقيق ومعجون التمر أو ما يسمى بالغرس.

## المكونات
قائمة مكونات تحضير المبرجة:
- 3 كيلات من السميد المتوسط أو الخشن.
- معجون التمر (الغرس).
- كيلة واحدة من السمن الذائب.
- القليل زبدة طبيعية.
- الملح.
- الماء.

## وصلات خارجية
- المبرجة أو البراج الجزائرية رووووعة وبطريقة سهلة وبمقادير مظبوطة - يوتيوب